# Саньмао (персонаж)
Саньма́о (кит. трад. 三毛, піньїнь: Sānmáo, буквально «три волосини») — персонаж коміксів, створений Чжаном Лепіном у 1935 році; китайський сирота, що живе у злиднях. Є одним із найстаріших і найпопулярніших персонажів китайських коміксів.
Події коміксів про Саньмао розгортаються головно під час Японсько-китайської війни 1937—1945 років у Старому Шанхаї.